# Bonneval (Eure-et-Loir)
Bonneval ist eine französische Gemeinde mit 4890 Einwohnern (Stand 1. Januar 2022) im Département Eure-et-Loir in der Region Centre-Val de Loire; sie gehört zum Arrondissement Châteaudun und zum Kanton Châteaudun.
Seit 1981 besteht eine Jumelage mit Allendorf (Eder).

## Geografie
Die befestigte Kleinstadt Bonneval liegt im Herzen der wasserreichen Natur- und Kulturlandschaft Beauce am Oberlauf des Loir, der auch den die Innenstadt umgebenden Wassergraben speist. In Bonneval mündet die Ozanne in den Loir.

## Bevölkerungsentwicklung
| Jahr      | 1962 | 1968 | 1975 | 1982 | 1990 | 1999 | 2008 | 2012 |
| Einwohner | 4628 | 4853 | 4892 | 4864 | 4420 | 4285 | 4432 | 4950 |

## Sehenswürdigkeiten
- Ehemalige Abtei Saint-Florentin de Bonneval (gegründet 857)
- Kirche Notre-Dame
- Altstadt mit umgebendem Wassergraben

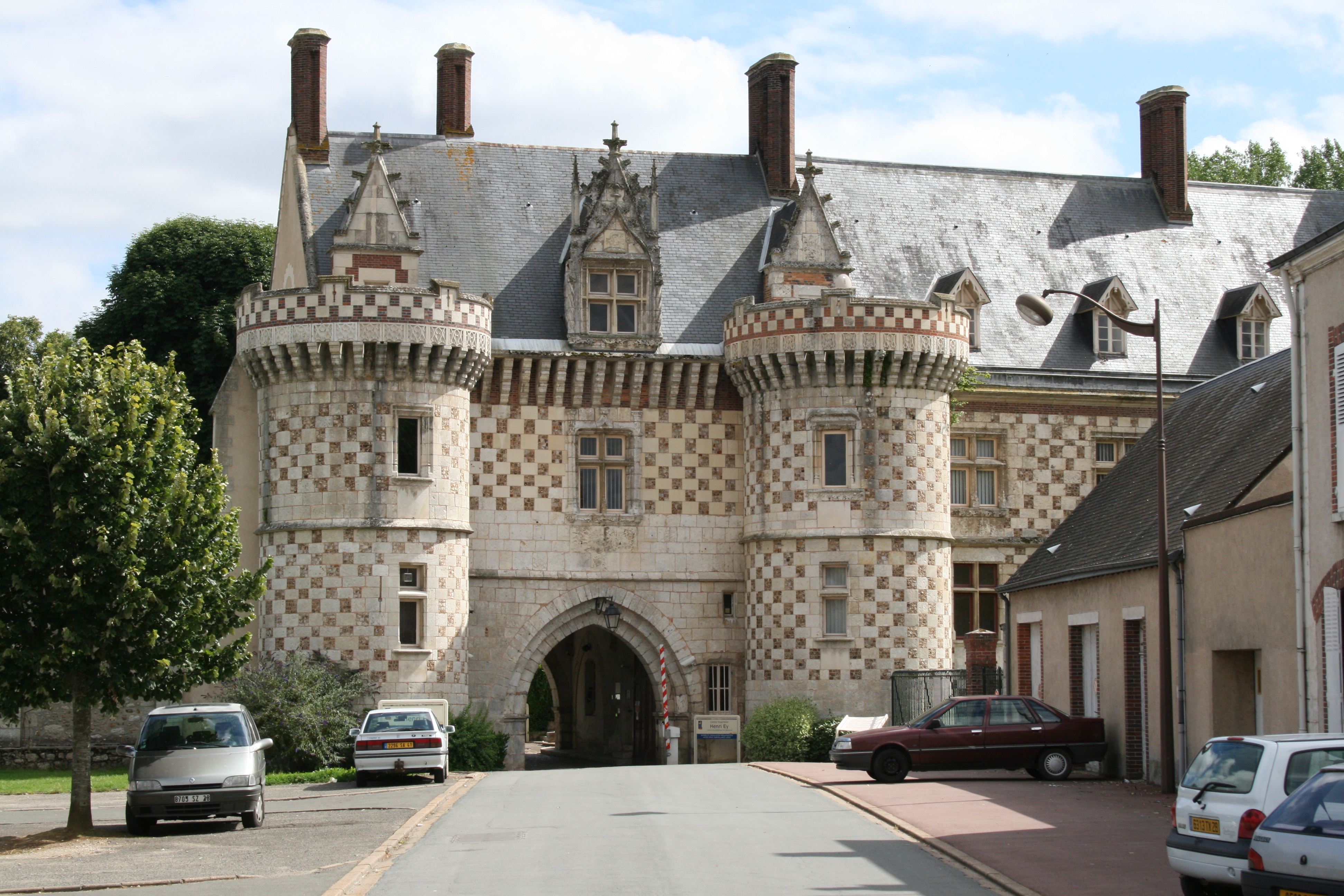
Eingang zur Abtei Saint-Florentin
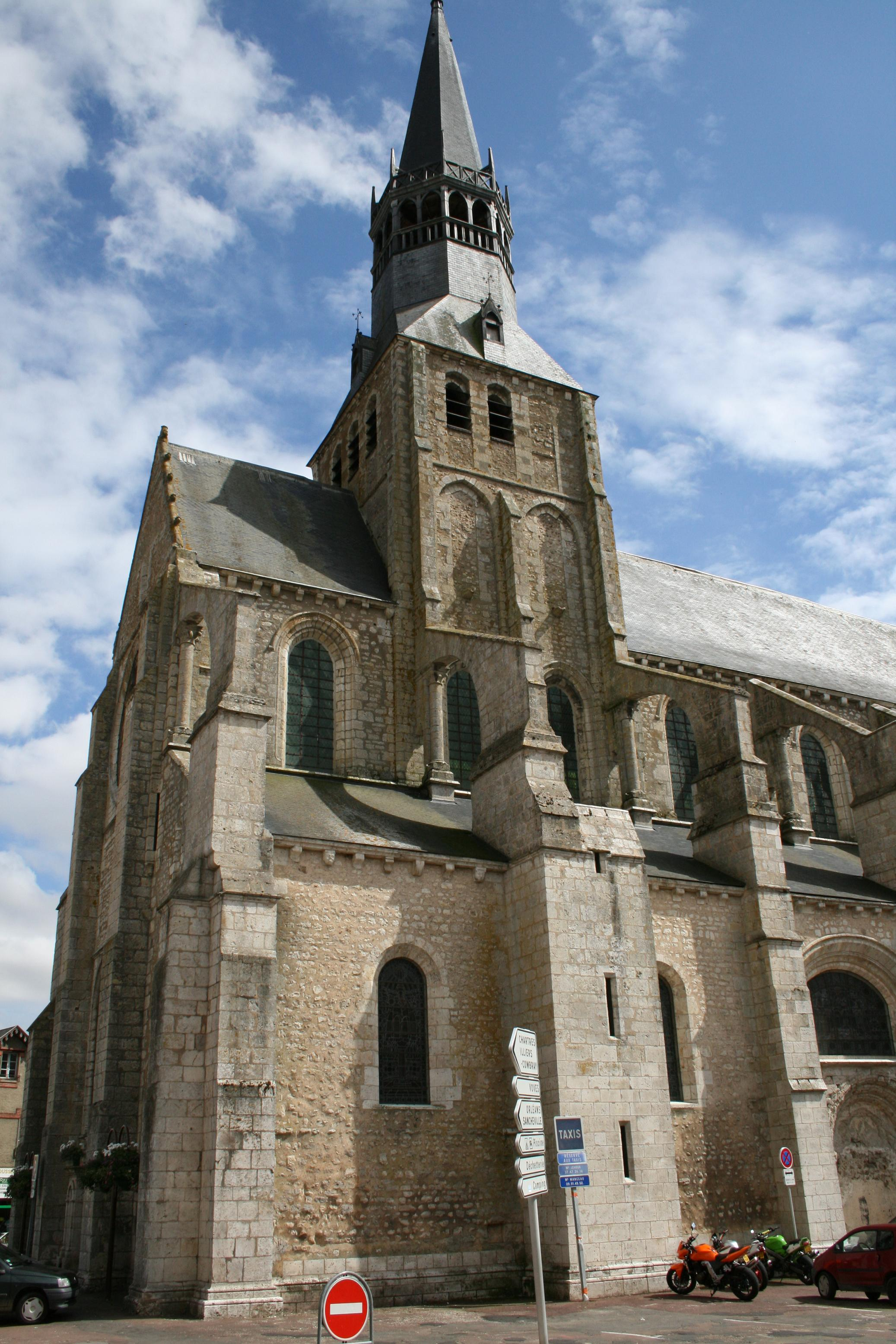
Kirche Notre-Dame
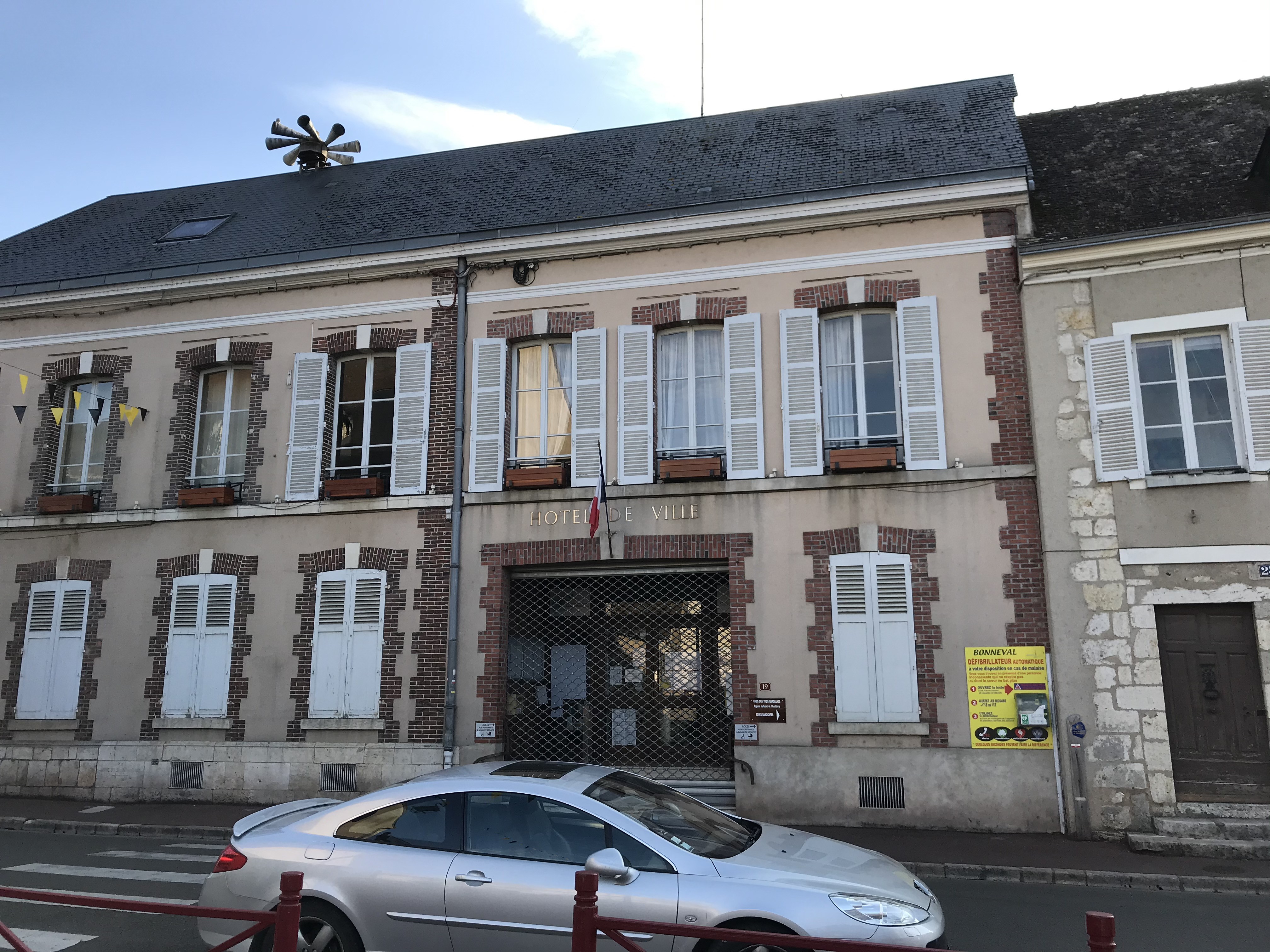
Rathaus (Hôtel de ville)

## Persönlichkeiten
- Henri Ey (1900–1977), Psychiater, Leiter des psychiatrischen Krankenhauses Bonneval